# Scorpaenopsis eschmeyeri
Scorpaenopsis eschmeyeri és una espècie de peix pertanyent a la família dels escorpènids.

## Descripció
- El mascle fa 7,6 cm de llargària màxima i la femella 11,5.[4][5]

## Hàbitat
És un peix marí, demersal i de clima subtropical que viu entre 1-24 m de fondària.

## Distribució geogràfica
Es troba al Pacífic sud-occidental: Fidji i Nova Caledònia.

## Costums
És bentònic.

## Observacions
És verinós per als humans.